# Srindravarman
Srindravarman, död 1309, var en kambodjansk monark. Han var kung av Khmerriket mellan 1295 och 1309.